# Ланцова вас при Птују
Ланцова вас при Птују (словен. Lancova vas pri Ptuju) је некадашње насеље у општини Хајдина, Подравска регија, Словенија.

## Историја
До територијалне реорганизације у Словенији била је у саставу старе општине Птуј. Године 2005. насеље је укинуто и припојено насељу Драженци.

## Становништво
| Број становника према пописима |
| ------------------------------ |
| 2002                           |
| 36                             |

Напомена: Године 1989. настала издвајањем дела из насеља Ланцова вас (Видем). Године 2005. умањено за део насеља који је припојен насељу Ланцова вас (Видем), а преостали део насеља је у саставу општине Хајдина. Исте године насеље је укинуто и припојено насељу Драженци. У попису из 1991. године године насеље није посебно наведено, а подаци су садржани у насељу Ланцова вас (Видем).